# Plaza del Árbol
La plaza del Árbol (en árabe: ميدان الشجرة) es una importante plaza importante ciudad de Bengasi, la segunda ciudad más grande de Libia. Un gran árbol de cedro Atlas nativo se encuentra en el centro de la plaza, que le da su nombre. La plaza se encuentra en el centro de Bengasi, que une dos carreteras principales, la calle Gamal Abdel al-Nasser y la calle 'Amr ibn al-As.
Los edificios de la Corporación Nacional de Petróleo y el banco Wahda tienen vistas a la plaza, con varios otros edificios de histórica distinción arquitectónica. Muy cerca se encuentran tres edificios administrativos del gobierno.
Se convirtió en un importante lugar de reunión de manifestantes durante la guerra civil libia. Las fuerzas gubernamentales habían utilizado cañones de agua y, según informes ametralladoras y armas pesadas en multitudes, en un intento de dispersar a los manifestantes en los primeros días. El 20 de febrero de 2011, Bengasi y la plaza quedaron bajo el control de la oposición.